# كأس

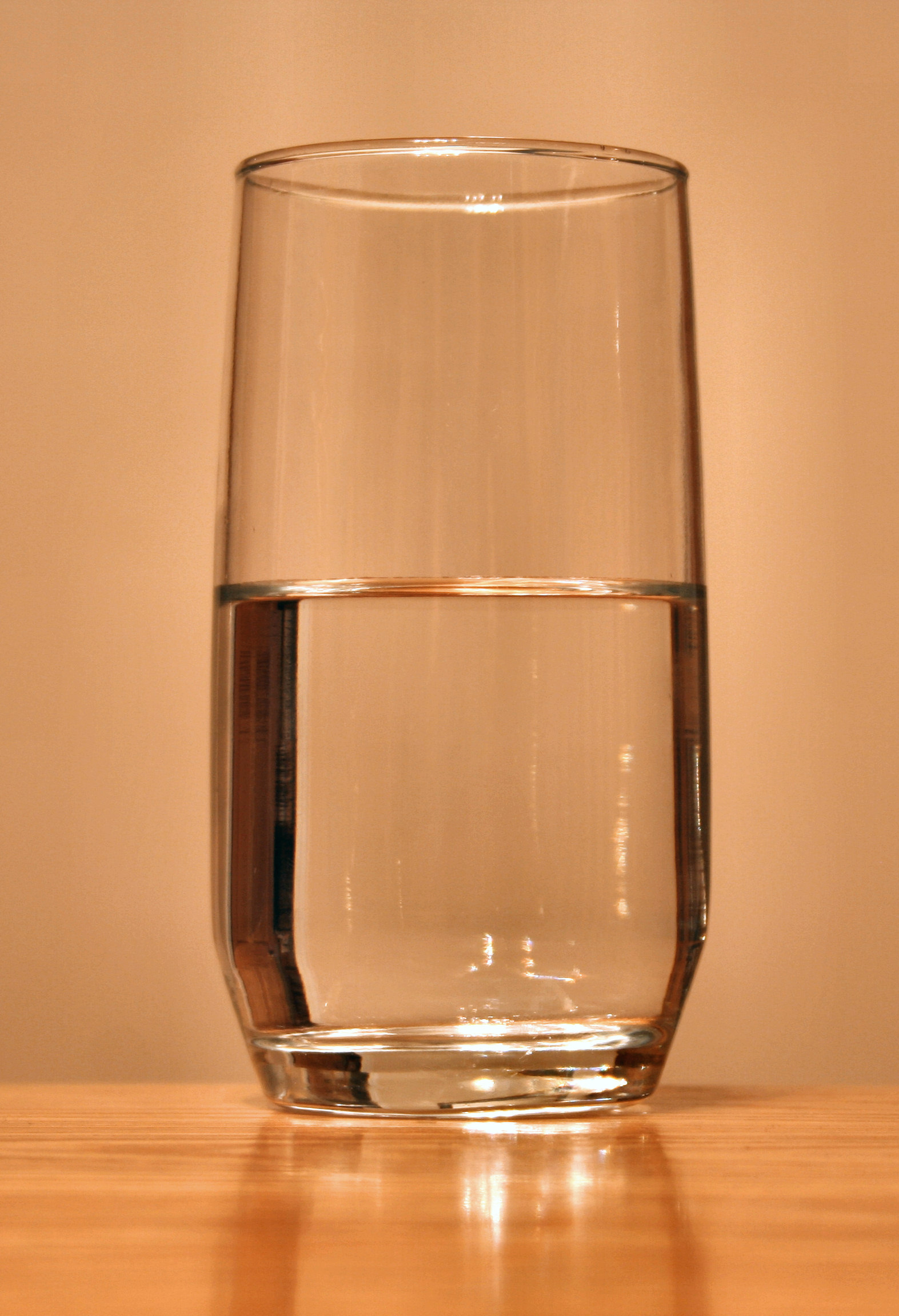
كأس من الماء

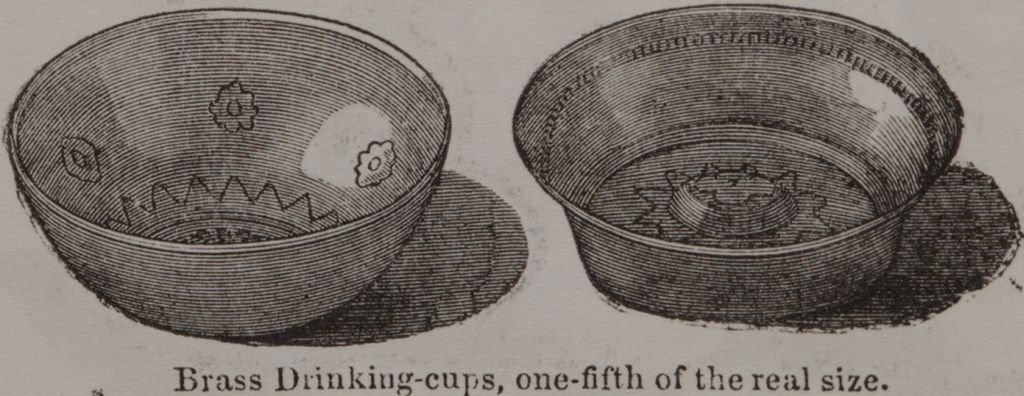
كوبان للشرب من مصر يعودان لعام 1836م

الكأس أو القدَح أو الكوب إناء أسطواني الشكل غالبًا من أواني المطبخ يستخدم في شرب السوائل، ومنه عدة أحجام، ومنه أيضا عدة أنواع مثل:
1. كؤوس الماء.[1][2]
2. كؤوس العصير.
3. كؤوس بلاستيكية للاستخدام مرة واحدة..
4. كؤوس بلاستيكية للاستخدام أكثر من مرة، وغالبًا ما يكون هذا النوع مخصصًا للأطفال حيث أنه صعب الكسر مما يجعله آمنا لهم كما توجد عليه رسومات جذابة.
5. كؤوس ورقية.
6. كؤوس معدن النيكل
7. كؤوس فناجيين مخصصان للمشروبات الساخنة

## استخداماته
يوجد عدة أشكال من الكؤوس والأكواب تختلف في استخداماتها، فعلى سبيل المثال يأتي الفنجان وغالبًا ما يصنع من الخزف الأبيض ويزركش ببعض الرسوم ويأتي محمولًا على طبق مسطح، ويستخدم الفنجان لشرب الشاي في حال كان فنجانًا كبيرًا أو القهوة في حالة الفنجان الصغير.
ويوجد الكأس وتختلف أشكاله أيضًا، لكن القاعدة الأساسية في تصميم الكأس هما الرقبة والقاعدة، حيث تحوي الكؤوس رقبة تختلف في طولها من تصميم لآخر وقاعدة مستديرة لتحاغظ على توازنه، وكانت الكؤوس تصنع من الذهب والفضة والنحاس والفخار والخشب، ولكن الغالب عليها الآن أنها تصنع من الزجاج، وتستخدم في المشروبات الباردة.
الأكواب الطويلة: وهي أكواب طويلة التصميم لا تحمل أذنًا أو رقبة، إنها فقط كوب طويل ويصنع من خامات عدة، والغالب عليه الزجاج والبلاستيك ويستخدم في شرب الماء غالبًا أو في المشروبات الباردة.
القدح: والمعروف بالمج، وهو إناء يصنع من خامات عدة وشرط الخامات تحمل الحرارة حيث يستخدم للمشروبات الساخنة، ويتميز في تصميمه بالأذن المناسبة لحجم الكوب للإمساك بالكوب دون احتراق اليدين.
الأكواب القصيرة: أو المعروفة بكوب الخمسينة، وهو كوب يشبه الأكواب الطويلة في التصميم إلا أنه أقصر للنصف تقريبًا، ويختلف استخدامه حسب المنطقة غالبًا، فهناك من يفضل شرب الشاي في كوب الخمسينة وهناك من يشرب فيها القهوة وهناك من يشرب الخمور، والشائع صناعتها من الزجاج.